# Atabeg
Atabegul (uneori atabek) este un titlu ereditar al nobilimii turcice, desemnând un guvernator al unei națiuni sau provincii care era subordonat monarhului și însărcinat cu creșterea prințului moștenitor. 
Istoric vorbind, primul exemplu al utilizării titlului a fost de către turcii selgiucizi, care l-au acordat vizierului persan Nizam al-Mulk. Apoi a fost folosit în regatul Georgiei.